# Hrabstwo San Juan (Waszyngton)

Piramida wieku hrabstwa

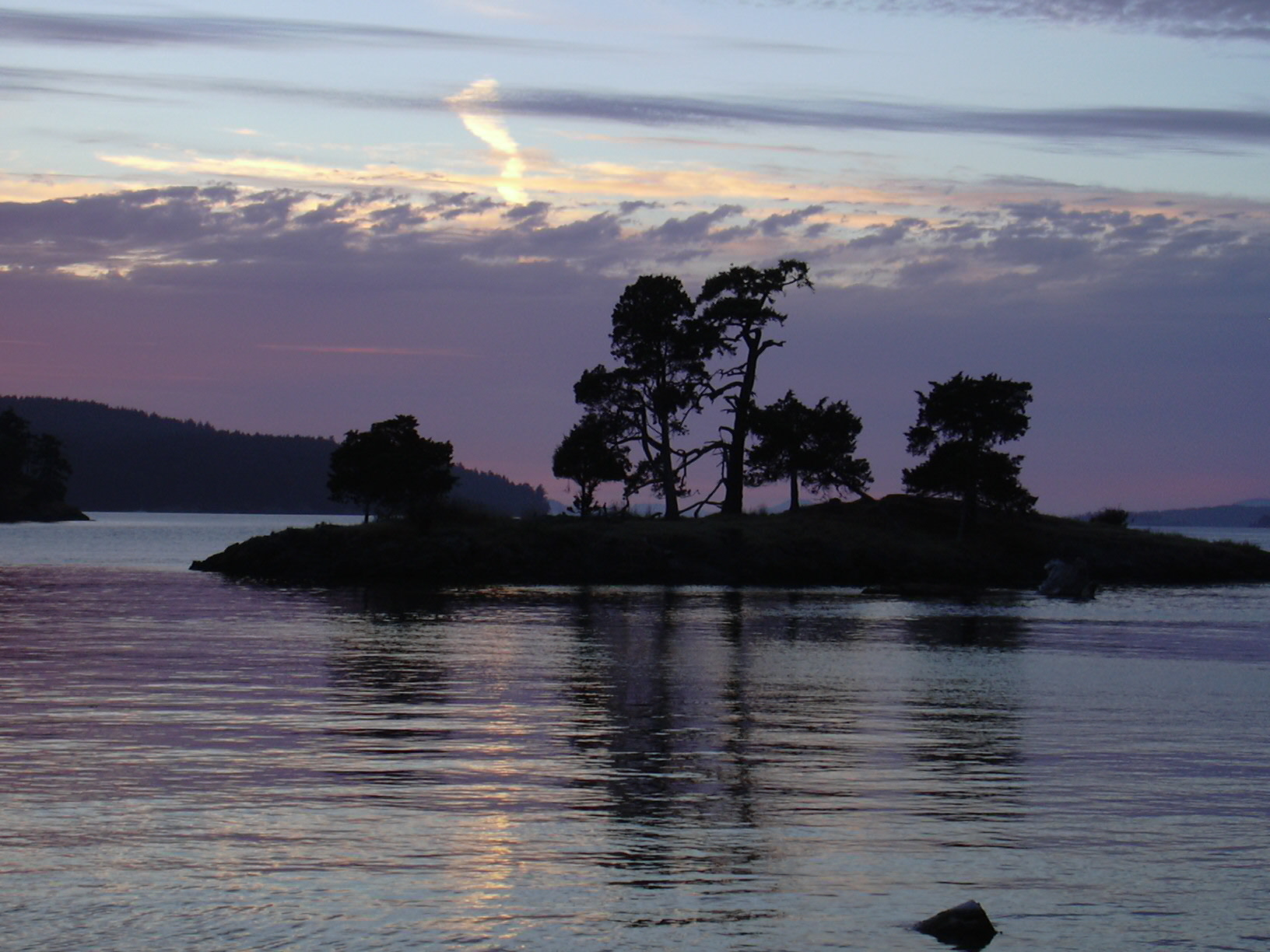
Mała wyspa archipelagu Wysp San Juan widziana z kajaku

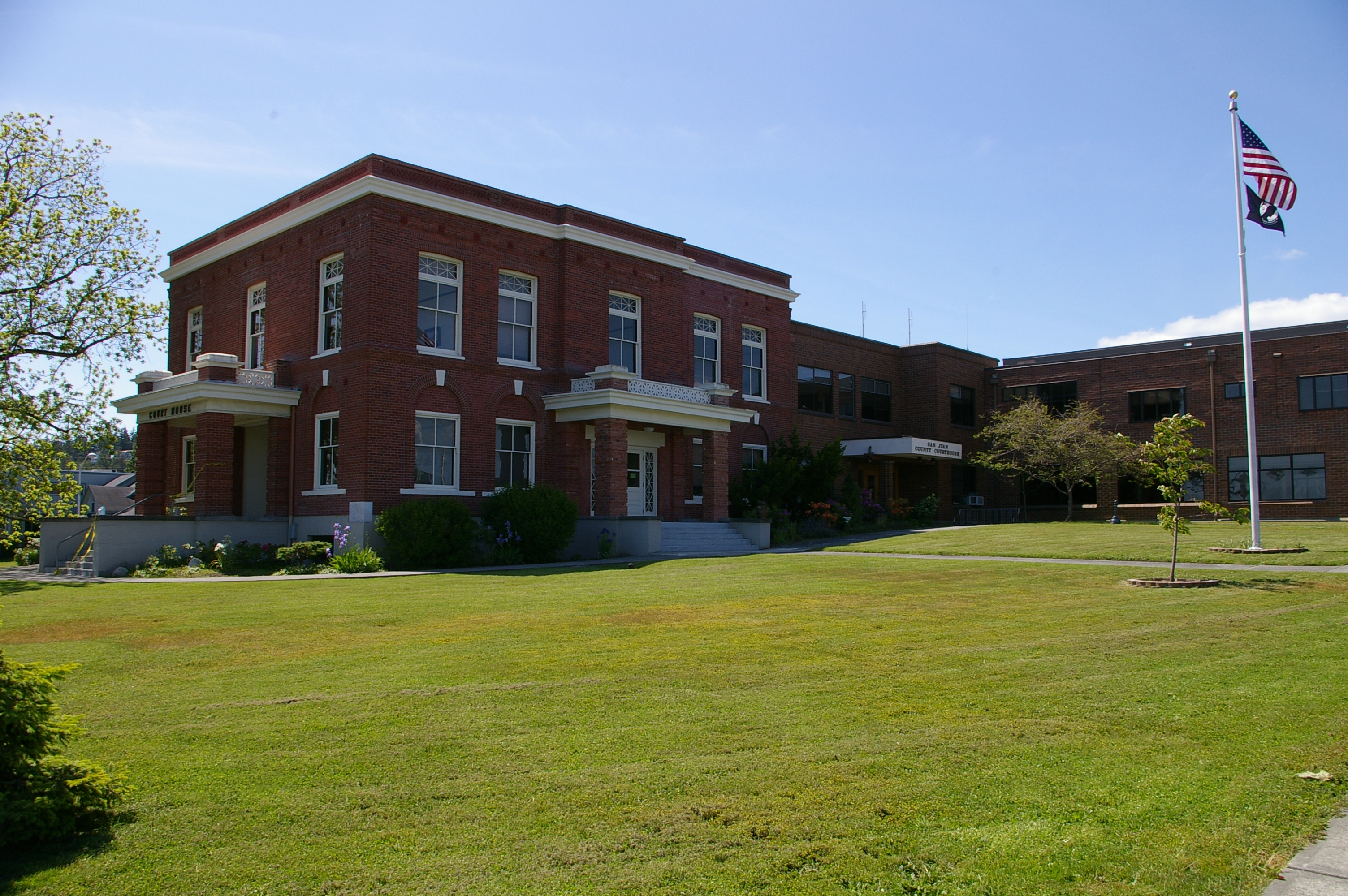
Siedziba władz hrabstwa

Hrabstwo San Juan (ang. San Juan County) – hrabstwo w USA położone w stanie Waszyngton, obejmujące wszystkie amerykańskie wyspy San Juan. Według spisu powszechnego z 2009 liczba mieszkańców hrabstwa wynosiła 15 484. Jego siedzibą jest miasto Friday Harbor, które jest też jedynym formalnie zorganizowanym osiedlem w całym hrabstwie.

## Geografia
Według United States Census Bureau hrabstwo San Juan ma powierzchnię 1608 km², z czego 453 km² to ląd, a 1155 km² to woda. Woda stanowi 71.84% powierzchni hrabstwa. Hrabstwo obejmuje jedynie wyspy San Juan.

## Historia
Hrabstwo San Juan zostało utworzone 31 października 1873. Nazwa pochodzi od wysp San Juan, które stanowiły dawniej część hrabstwa Whatcom.

## Dane demograficzne
Główne grupy rasowe: 
- 95.8% - rasa biała
- 0.3%  - rasa czarni
- 1.2%  - Azjaci
- 0.9%  - Indianie
- 0.1%  - Hawajczycy
- 1.7%  - Ludność wielorasowa
- 3.7%  - Hiszpanie lub Latynosi

Najwięcej mieszkańców żyje na 4 największych wyspach: Orcas, San Juan, Lopez i Shaw. Według pojęć amerykańskich, formalnie istnieje tu tylko jedno miasto, stolica hrabstwa.

### Miasta
- Friday Harbor

## Transport
Dostęp do Friday Harbor na drugiej pod względem wielkości wyspie San Juan i do największej wyspy Orcas (gdzie istnieje zachowany pierwotny las w obrębie parku stanowego) zapewniają samochodowe promy morskie, także dostępne dla pieszych, rowerzystów i kajakarzy z kajakami. Promy należą do stanowego przedsiębiorstwa Washington State Ferries i kursują na trasie: Anacortes (ląd stały w stanie Waszyngton), wyspa Lopez, wyspa Shaw, wyspa Orcas, wyspa San Juan i wyspa Vancouver (miasteczko Sidney)